# Riu Târnava Mică
El Târnava Mică (literalment "Târnava petita"; en hongarès: Kis-Küküllő; en alemany: Kleine Kokel) és un riu de Romania. La seva longitud total és de 196 km i la seva superfície de drenatge és de 2.071 km².
El seu naixement es troba a les muntanyes dels Carpats orientals, al comtat d'Harghita. Flueix cap a l'oest pels comtats romanesos de Harghita, Mureș i Alba, més o menys paral·lel i al nord de la Târnava Mare. Les ciutats de Sovata i Târnăveni es troben a la riba del Târnava Mică. S'uneix a la Târnava Mare a Blaj, formant el riu Târnava.

## Pobles i pobles
Les següents ciutats i pobles estan situats al llarg del riu Târnava mica, des del naixement fins a la desembocadura: Praid, Sovata, Sărăţeni, Chibed, Ghindari, Sangeorgiu de Padure, Fantanele, Balauseri, Coroisânmărtin, Suplac, Mica, Ganesti, Tarnaveni, Adamus, Craiesti, Cetatea de Baltă, Jidvei, Șona, Sâncel i Blaj.

## Afluents
Els següents rius són afluents del riu Târnava Mică (des de la font fins a la desembocadura):
Esquerra: Praid, Córund, Solocma, Ceia, Cuşmed, SENIE, Roua, Veţca, Ciortoş, nedis, Agrişteu, Domald, Seleus, Sântioana, Cund, Botos, Hărănglab, Bagaciu, Sărata, Saros, Adamus, Balta, Spinoasa, Graben, Ror i Valea Mare.
Dreta: Creanga Mare, Iuhod, Sovata, Becheci, Ghegheș, Veseuș, Broaga, Pănade.